# Мечок (субкултура)
Мечок (от английски – bear, използва се и мечка, беър) е хомосексуален или бисексуален окосмен мъж с набито или пълно телосложение и изразено мъжествено излъчване. Терминът създаден през 1985 г. от Ричард Бългър.
Гей мечоците са подобщество в рамките на глобалното ЛГБТ движение. Предишните две десетилетия се заражда и т.нар мечешко движение или беър движение, чиято цел е да обединява ЛГБТ мечоците от цял свят.

## Видове мечки
- Балу – по-възрастен мечок, който се сприятелява и приветства млади мечета (къбчета) в мечешката култура Името идва от това на мечока от „Книга за джунглата“.
- Черна мечка – мечка от черен/афроамерикански тип.
- Кафява мечка – мечка от латино, арабки, южно-азиатски или ромски произход.
- Преследвач – Използва се като термин описващ почитателите на мечките като цяло. Неизбежно е да се използва самата чуждица в случая с българско значение „Чейсър“ – мъж, който харесва едри, пълни и окосмени мъже.
- Чъби от англ. Chubby (пълен, шишко) – мъж, тежащ си на мястото, в буквалния смисъл на думата. Може да е или да не е окосмен. Чъби-мечок – тежка категория мечка.
- Меченце/Къб (Cub) – млада или младолика версия на мечката, обикновено, но не задължително, с по-малки размери на тялото. Може да е окосмен или неокосмен.
- Татко мечок – по-възрастен мечок обикновено 40+.
- Златен мечок – руса мечка.
- Мечка Гризли – доминантен тип. Тежка, висока и окосмена мечка.
- Коала – мечка с австралийски произход.
- Ледър беър – мечка, почитател на кожата и BDSM практиките, но не задължително. В повечето случаи с фетиш към кожени дрехи и аксесоари.
- Мускулеста мечка – мускулест гей мъж, може да бъде окосмен.
- Панда – мечок с азиатскипроизход.
- Джобна мечка – ниска мечка.
- Полярна мечка / Бяла мечка – мечка със сива или бяла коса. Използва се също за мечките от северно-европейските страни.
- Вълк – мъжествена, мускулеста мечка с изсечени черти.
- Видра – слаб физически и окосмен мъж.
- Маги - човек пристрастен към мечки

## Мечешки клуб
Всеки мечок или почитател може да принадлежи към един или повече мечешки клубове, които най-често функционират под формата на неправителствени организации (сдружения) с нестопанска цел или просто места където този тип мъже могат да се срещат и общуват по между си. Доста често се организират тематични партита и вечери, с цел да всички да се забавляват и социализират.

## Мечешки срещи
Характерни за мечешкото движение са мечешките срещи, или беър събития (от английски – bear events), които са основната форма за социализация на членовете на мечешкото общество. Най-често те се организират от мечешките клубове.

## Мечешкото знаме
Мечешкият флаг е създаден и представен от Крег Бърнс през 1995. Цветовете на знамето обозначават цветовете на кожата и цветовете на косата на човешката раса. 

Кафява коса/кожа, червена коса/кожа на американската раса, руса коса/кожа на азиатската раса, светло руса коса/бяла кожа, сива коса, черна коса/черна кожа.